# Chris White (aviron)
Pour les articles homonymes, voir White et Chris White.
Chris White est un rameur néo-zélandais né le 9 septembre 1960 à Gisborne.

## Biographie
Il dispute les épreuves d'aviron aux Jeux olympiques d'été de 1988 à Séoul où il remporte une médaille de bronze en quatre avec barreur.

## Palmarès

### Jeux olympiques
- Jeux olympiques d'été de 1988 à Séoul
  -  Médaille de bronze en quatre avec barreur[1]

### Championnats du monde
- Championnats du monde d'aviron 1982 à Rotsee
  -  Médaille d'or
- Championnats du monde d'aviron 1983
  -  Médaille d'or
- Championnats du monde d'aviron 1986 à Nottingham
  -  Médaille d'argent
- Championnats du monde d'aviron 1995 à Tampere
  -  Médaille d'argent